# Долнокамарска котловина
Долнокамарската котловина или Долнокамарско поле е най-източната котловина на Софийското равно поле, която отстои източно от София на 45 км.
От север е оградена от Стара планина (Витиня), Арабаконак и връх Звездец (Шиндарника), от изток от Гълъбец, който чрез своето продължение Кърлевица, свързва Стара планина с предпланината на Западна Средна гора – Опор при Пресеката в местността Шиндарска поляна, а от юг от връх Опор. От Запад го отделят от Софийското поле върховете Еледжик и Големата могила. То е напълно затворена котловина с надморска височина 700 метра.
Всички гористи масиви, рътове и рътлини до най-високите върхове са покрити с дебел пласт почва, благоприятна основа на тучни пасища.
В равната част на полето се намират най-плодородните ниви, а онези части от него, богати на подпочвена влага и неподходящи за други култури от Гюл дере през Крушака, Кривата върба, Богаза, чрез Черньовец и Горнокамарските ливади до самите поли на Арабаконак, са компактно заети с 4-5 хил. дка сочни зелени ливади, каквито няма другаде.
Над равното поле по ниските склонове на височините има ниви, които преди години са засявани с жито, картофи, слънчоглед, царевица и др. Сега 2/3 от тях са запустели и не се обработват.
В близост се намират местностите Гълъбец, Кърлевица, Проданчица и Камарова поляна. По тези места най-вече ще се видят планински пасища и тук-там ниви. Те са на надморска височина около 950 м и се виждат върховете Ком, Руи, планините Витоша, Рила и Родопите, а в ясни дни от
връх Звездец и самият Дунав.
Полето се напоява от Стръгленската река, Горнокамарската река и Селската река с притока ѝ малката река, чиито води се стичат от Гълъбец. Под селото се сливат в една – Камарската река, която към Опор приема водите на реките Алмаджийска и Кърлевшка, където се влива в р. Искър. Телишката река, източно от Гълъбец се спуска към с. Смолско и чрез Тополница се влива в Марица.
Котловината е богата на извори като Клечковец, Петловец, Иванчовец, Младенчовец, Минковия, Стоиловия, Ватаховия, Хайдушки кладенец в Опор и мн. др.
Климатът е своеобразен и е в зависимост от ниския Арабаконашки проход, който не възпрепятства проникването на северните и северозападните ветрове, а другите височини пречат на южните ветрове. През лятото когато липсва вятър е горещо и задушно, а през зимата въздухът е остър, студен. Зимата е студена и продължителна. Въпреки това климатът е здравословен.